# Sundarbazar
Sundarbazar (en népalais : सुन्दरबजार) est un comité de développement villageois du Népal situé dans le district de Lamjung. Au recensement de 2011, il comptait 6 715 habitants.